# Distretto di Mkinga
Il distretto di Mkinga è un distretto della Tanzania situato nella regione di Tanga. È suddiviso in 22 circoscrizioni (wards) e conta una popolazione di 146 802 abitanti (censimento 2022).

## Suddivisione amministrativa
Il distretto è diviso nelle seguenti circoscrizioni (wards), tra parentesi gli abitanti (censimento 2022):
1. Boma (2 741)
2. Bosha (7 754)
3. Bwiti (10 490)
4. Daluni (7 786)
5. Doda (3 398)
6. Duga (15 934)
7. Gombero (6 292)
8. Kigongoi Magharibi (2 921)
9. Kigongoi Mashariki (4 851)
10. Kwale (5 988)
11. Manza (5 483)
12. Mapatano (7 387)
13. Maramba (13 434)
14. Mayomboni (5 610)
15. Mhinduro (7 354)
16. Mkinga (5 628)
17. Mnyenzani (3 738)
18. Moa (7 419)
19. Mtimbwani (4 328)
20. Mwakijembe (7 708)
21. Parungu Kasera (5 556)
22. Sigaya (5 002)